# Cilicaea longispina
Cilicaea longispina är en kräftdjursart som beskrevs av Edward John Miers 1884.
Cilicaea longispina ingår i släktet Cilicaea och familjen klotkräftor. Inga underarter finns listade i Catalogue of Life.